# 클라시코 데 아베야네다

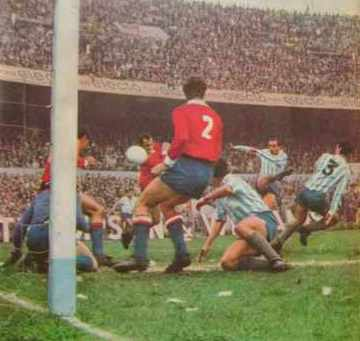
1968년의 클라시코 경기.

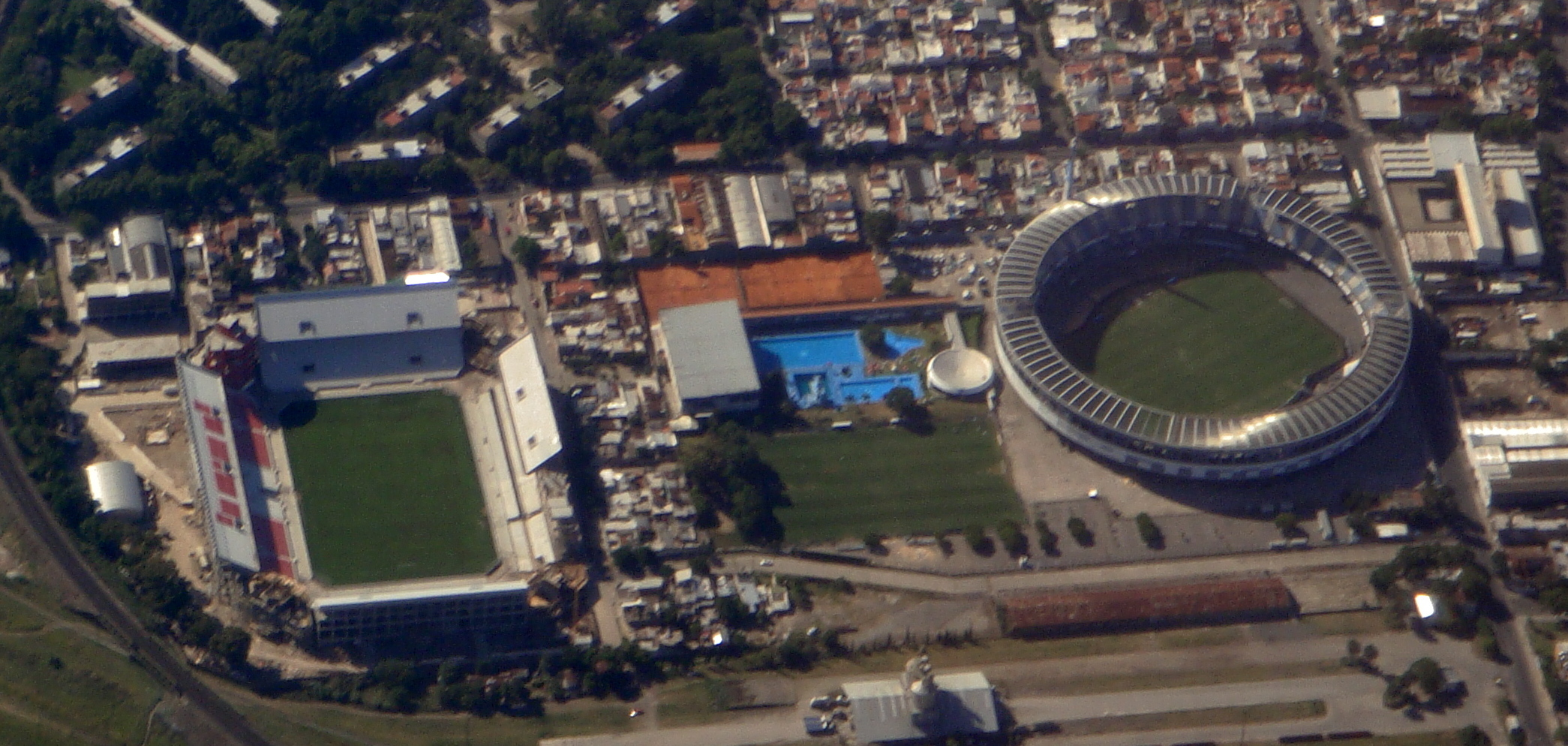

클라시코 데 아베야네다(Clásico de Avellaneda)는 아르헨티나 프리메라 디비시온에서 아베야네다 지역을 연고로 하는 두 축구 클럽, 인데펜디엔테와 라싱 클루브의 더비 경기를 가리킨다.
두 팀의 경기장은 겨우 400미터 떨어져 있기 때문에 두 팀의 경기는 양팀 팬들의 극성스런 응원으로 치열하게 진행된다. 그리고 두 팀 모두 전국적인 인기를 누리고 있기에 아르헨티나에서는 보카와 리베르의 수페르클라시코 다음가는 중요한 더비 경기로 꼽히고 있다. 그래서 어떤 언론 매체에서는 “수페르클라시코 데 아베야네다”(Superclásico de Avellaneda)라 부르기도 한다.

## 역사
클라시코는 두 팀이 아베야네다에 자리를 잡은 20세기 초부터 시작되었다. 아마추어 시절 첫 번째 클라시코는 인데펜디엔테가 먼저 승리를 거뒀고, 프로화된 후, 첫 클라시코는 라싱 클루브가 이겼다. 아르헨티나 프리메라 디비시온이 프로화가 된 1931년부터 1973년까지는 라싱 클루브가 계속 우세를 보였지만, 1974년부터 지금까지는 인데펜디엔테가 우세를 점하고 있다.
1984년~1985년에는 라싱 클루브가 2부 리그로 강등되어 경기가 없었다.

## 기록
아마추어 경기를 포함해 AFA와 CONMEBOL에 공식적으로 기록된 기록은 다음과 같다. 연장전이나 승부차기를 통해 넣은 골은 제외했다.

### 역대 전적
- 2010년 2월까지의 기록. (RSSSF 통계)

| 대회명                                | 경기수 | 인데펜디엔테 승 | 무승부 | 라싱 클루브 승 |
| ------------------------------------- | ------ | --------------- | ------ | -------------- |
| 국내 리그경기                         | 175    | 67              | 62     | 46             |
| 수페르코파 수다메리카나               | 2      | 0               | 1      | 1              |
| 아마추어 경기                         | 18     | 8               | 2      | 8              |
| 코파 데 오노르                        | 2      | 1               | 0      | 1              |
| 코파 콤페텐시아 호키 클럽             | 3      | 1               | 2      | 0              |
| 코파 콤페텐시아                       | 4      | 1               | 3      | 0              |
| 코파 데 오노르 아드리안 베카르 바렐라 | 2      | 0               | 1      | 1              |
| AFA 100주년 기념컵                    | 2      | 0               | 0      | 2              |
| 코파 콤페텐시아 세군다 디비시온       | 2      | 1               | 1      | 0              |
| 총계                                  | 210    | 79              | 72     | 59             |

프로 리그 결과는 Universo Fútbol, 국제 대회 결과는 RSSSF, 아마추어 경기 결과는 Clarin에서 참조.

## 팬들의 충돌

### 1961년
11월 26일 있었던 경기는 두 클럽의 경기 사상 가장 거칠었다. 주심은 선수들의 싸움 때문에 6분간 경기를 중단시켜야 했고, 각 팀당 네 명씩 퇴장시켰다. 경기는 1-1 무승부로 끝이 났다.

### 2006년
8월 13일 경기는 팬들 사이의 폭력 사태가 걷잡을 수 없이 확산되면서 중단되었다. 인데펜디엔테가 엘 실린드로에서 2-0으로 이기던 후반 15분 경, 각 팀 지지자들은 서로에게 돌을 던지기 시작했고, 라싱 팬들이 경찰을 공격하기에 이르면서, 결국 오라시오 엘리손도 주심이 경기를 중단시켰다.
이 경기 후, 아르헨티나 축구협회는 과감한 결정을 내렸다. 상위 리그 경기에서 원정팬 관람을 금하고, 라싱은 그들의 홈구장 사용을 금지당했다.